# Onthophagus ranongensis
Onthophagus ranongensis är en skalbaggsart som beskrevs av Masumoto, Ochi och Hanboonsong 2008. Onthophagus ranongensis ingår i släktet Onthophagus och familjen bladhorningar. Inga underarter finns listade i Catalogue of Life.